# 曼戈
曼戈（法語：Mango）是多哥的城市，由草原區負責管轄，是該區第二大城市，與加納邊界距離26公里，居民主要從事工藝、貿易、畜牧和農業活動，包括種植棉花、小米、玉米和甘薯，2007年人口41,464。

## 外部連結
- Climate Data （页面存档备份，存于）

10°21′20″N 0°28′32″E / 10.35556°N 0.47556°E